# Trip sitter
Um trip sitter — às vezes conhecido como sober sitter, spotter ou co-pilot — é um termo utilizado por usuários de drogas recreativas ou espirituais para designar a pessoa que permanece sóbria a fim de garantir a segurança do usuário enquanto este está sob a influência de uma substância; são especialmente comuns em experiências iniciais ou quando se utiliza psicodélicos, dissociativos e delirantes. Essa prática pode ser considerada um meio de redução de danos.
Um trip sitter é, por vezes, chamado de guia psicodélico ou simplesmente guia, embora esse termo seja mais frequentemente empregado para designar alguém que assume um papel ativo no direcionamento das experiências do usuário; o sitter limita-se a permanecer à disposição para desencorajar viagem ruims e lidar com emergências, sem, contudo, intervir ativamente. Guias são mais comuns entre os usuários espirituais de enteógenos. Guias psicodélicos foram fortemente incentivados por Timothy Leary e pelos demais autores de A Experiência Psicodélica: Um Manual Baseado no Livro Tibetano dos Mortos.[7] Trip sitters também são mencionados no Juramento do usuário responsável de drogas.
Algumas fontes recomendam que um sitter esteja presente quando determinadas substâncias são utilizadas, independentemente da experiência ou familiaridade do usuário com a droga. Um sitter pode ser necessário, por exemplo, para usuários de Salvia divinorum, pois a substância pode ocasionar tanto desorientação quanto um impulso para se mover.
Embora a presença de um trip sitter ou guia responsável e bem informado reduza os riscos associados ao consumo de drogas, ela não garante que uma má experiência não ocorra, tampouco que o usuário fique isento de danos físicos ou mentais.

## Quem acompanha a viagem

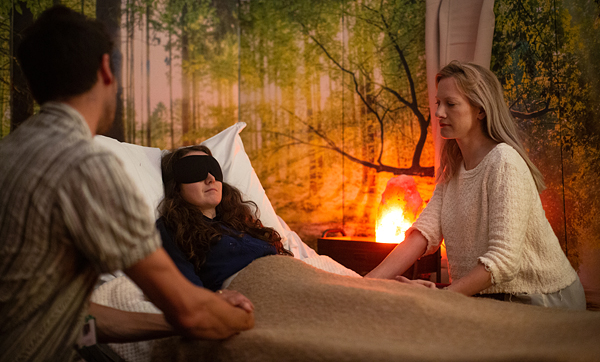
Trip sitters profissionais em um ambiente de pesquisa psicodélica

Em alguns casos, um trip sitter pode ser um profissional da área médica, como os Enfermeiros empregados na pesquisa psicodélica ou um terapeuta que realiza psicoterapia psicodélica. Às vezes, o próprio usuário solicita que outro usuário, com maior experiência, o acompanhe. Contudo, o trip sitter mais comum é um amigo ou familiar em quem o usuário deposita confiança.[1]
Embora o sitter ideal seja aquele que possui experiência pessoal com a substância utilizada e, ainda, seja treinado para lidar com eventuais crises psicológicas ou médicas, pode-se argumentar que as qualidades mais importantes são a disposição para ajudar, a responsabilidade de permanecer sóbrio e plenamente presente, e a capacidade de manter-se relaxado, tolerante e de não interferir na experiência além do desejado pelo usuário. O sitter deve estar disposto a pesquisar sobre a substância em questão e saber quando é necessário acionar assistência médica profissional.[1]
Especialmente ao utilizar substâncias de ação curta, como o DMT fumado ou a Salvia divinorum, pode ser viável que duas pessoas se revezem, uma atuando como sitter enquanto a outra vivencia os efeitos psicodélicos.

## Deveres comuns
Um trip sitter responsável auxilia o usuário antes, durante e após a experiência; compete a ele garantir que o usuário beba água suficiente, auxiliá-lo na locomoção quando necessário e, de maneira geral, realizar tudo o que for preciso para assegurar o conforto do usuário ao longo da viagem.[1][2]

### Antes do uso
Antes do consumo, o trip sitter realiza uma pesquisa aprofundada sobre a substância que será ingerida (assim como sobre os usuários), a fim de responder a todas as possíveis dúvidas e de se preparar para quaisquer situações de crise que possam surgir. Ele pode ter experiência direta com a droga, mas isso não é obrigatório, havendo diversos sitters que optam por conhecer a cultura associada à substância, mesmo sem dominar os aspectos químicos. O sitter discutirá essa pesquisa em detalhes com o usuário; é igualmente importante conversar sobre as regras básicas para a sessão, como proceder em situações de emergência e qual, se houver, a orientação desejada durante a viagem.[1][2]
Um trip sitter também auxilia frequentemente o usuário na criação de um ambiente saudável (Conjunto e ambiente), garantindo que o local seja confortável e organizado, ajustando a iluminação, a temperatura e a música (se houver) para estabelecer o clima desejado, além de envidar esforços para maximizar a receptividade do usuário à experiência e minimizar seus medos.[1][2][7]

### Durante a experiência psicodélica
Durante a vivência, o sitter geralmente permanece presente durante toda a duração. Em alguns casos, ele pode orientar ativamente a experiência do usuário, ajustando o ambiente ou por meio de meditação guiada ou visualização. Em outros, permanece inerte, intervir apenas quando o usuário apresenta dúvidas, medos ou necessidades — como, por exemplo, assegurar que o usuário beba água suficiente. A assistência para enfrentar medos pode ser especialmente necessária se a experiência se transformar em uma viagem ruim.[1][2][4][5][7] Para preservar o bem-estar imediato do usuário, é fundamental que o sitter saiba identificar quais situações pode gerenciar sozinho e quando é preciso solicitar auxílio médico profissional.[6]
Embora o sitter possa ser chamado a intervir em situações adversas, durante uma má experiência ou crise médica, a simples presença de um acompanhante atencioso costuma ser suficiente para manter o usuário confortável e até possibilitar uma exploração mais profunda dos efeitos da substância.[1] Relatos indicam que estar presente durante uma experiência especialmente intensa, como quando o usuário alcança uma nova percepção sobre si mesmo ou sobre suas crenças acerca da natureza do universo, é bastante gratificante.[7]

### Após a viagem
Após a experiência, o sitter pode ajudar o usuário a integrar e compreender o que vivenciou. Assim como antes e durante a viagem, ele pode tranquilizar o usuário quanto a quaisquer medos ou preocupações que tenham surgido. Essa conversa pode ocorrer imediatamente após os efeitos da droga cessarem ou ser adiada para um momento posterior.[1][2]

## Serviços online
O chatroom TripSit, onde voluntários oferecem orientação a pessoas que estão passando por experiências negativas com drogas, busca cumprir uma função semelhante.